# Ванкувър Уайткапс
„Ванкувър Уайткапс“ (Vancouver Whitecaps FC) е професионален футболен клуб в гр. Ванкувър, Канада.
През 2011 г. „Ванкувър Уайткапс“ става вторият канадски клуб, участващ в Мейджър Лийг Сокър (американското първенство по футбол), след Торонто ФК.